# ムジャンガ
ムジャンガ（満洲語: ᠮᡠᠵᠠᠩᡤᠠ　転写：mujangga、穆彰阿、1782年 - 1856年）は、清朝の満州人官僚。字は子樸。鶴舫または雲漿山人と号する。ゴギャ氏（gogiya hala、郭佳氏）。満州鑲藍旗に属する。
官僚の家庭に生まれる。父はグワンタイ（広泰）。嘉慶10年（1805年）に進士及第した後、軍機大臣、翰林院掌院学士、兵部尚書、戸部尚書、協弁大学士、太子太保等の職を歴任する。道光8年（1828年）に軍機処入りすると、20年余りにわたって軍機大臣を務める。道光帝の感情を揣摩することに優れ、その在位期間を通じ重用された。人は「在位二十年，亦愛才、亦不大貪，惟性巧佞，以欺罔蒙蔽為務」と称した。漕運総督も務める。朝野に広く存在した門下生たちは「穆党」として知られ、道光23年（1843年）に抜擢した曽国藩とは師弟の誼を持った。
阿片戦争前は阿片弛緩論派の巨魁としてキシャン（琦善）らとともに軍機大臣王鼎・林則徐ら阿片厳禁派と対立、弛緩を促進し厳禁派を退ける策謀を謀るも厳禁論に傾倒していた道光帝を翻意させることはできず、道光帝は林則徐を欽差大臣に任命、広東での阿片取締りに当たらせた。阿片戦争（1840年6月28日 - 1842年8月29日）が勃発するとキシャンを支持し、林則徐・鄧廷楨らを罷免した。王鼎はムジャンガが国を誤らせたと激しく憤慨し自害、死を以て諌めようとした。咸豊帝は即位後の1851年、林則徐や姚瑩らを起用、ムジャンガを「位を保ち榮を貪り、賢を妨げ国を病む」と指弾して罷免、二度と任用することはなかった。咸豊6年（1856年）に病死。